# Awa (ciutat)
Awa (阿波市, Awa-shi) és una ciutat de la prefectura de Tokushima, al Japó.
El 2015 tenia una població estimada de 39.777 habitants i una densitat de població de 208 habitants per km². Té una àrea total de 191,11 km², la vuitena més gran de la prefectura de Tokushima.

## Geografia
Awa està situada al nord de la prefectura de Tokushima, en l'àrea de l'antiga província d'Awa. Fa frontera pel nord amb la prefectura de Kagawa, i amb altres municipalitats de Tokushima per la resta de costats. El riu Yoshino voreja la ciutat pel sud, al llarg de la frontera amb la ciutat de Yoshinogawa.

### Municipalitats veïnes
En el sentit de les agulles del rellotge, des de l'est:
- Prefectura de Tokushima
  - Kamiita
  - Yoshinogawa
  - Mima
- Prefectura de Kagawa:
  - Higashikagawa

## Història
L'actual ciutat d'Awa fou establerta l'1 d'abril de 2005 com a resultat de la fusió de l'antic poble d'Awa amb els pobles d'Ichiba (ambdós del districte d'Awa), de Donari i Yoshino (ambdós del districte d'Itano).